# عامل نمو البشرة
'

عامل نمو البشرة (بالإنجليزية: Epidermal growth factor) يعرف بالاختصار (EGF) هو بروتين يحفز نمو الخلايا وتمايزها من خلال الارتباط بمستقبلات EGFR. ويبلغ الوزن الجزيئي للبروتين 6 كيلو دالتون ويحتوي على 53 حمض اميني وثلاثة روابط ثنائية الكبريتيد. وجد EGF بدايةً كببتيد مفرز موجود في الغدد تحت الفك السفلي للفئران وفي بول الإنسان. وعثر لاحقاً في العديد من الأنسجة البشرية، بما في ذلك الغدة تحت الفك السفلي والغدة النكفية. له دور في التئام الجروح الجلدية من خلال تحفيز تكاثر الخلاياالقرنية والخلايا البطانية والأرومة الليفية ويسهل تجديد الجلد. إن لعامل نمو البشرة دورًا مهمًا في تطور السرطان.

## روابط خارجية
- Shaanxi Zhongbang Pharma-Tech Co., Ltd.-Supply of Epidermal Growth Factor
- EGF at the Human Protein Reference Database نسخة محفوظة 3 مايو 2005 على موقع واي باك مشين..
- Epidermal+growth+factor في المكتبة الوطنية الأمريكية للطب نظام فهرسة المواضيع الطبية (MeSH).

- EGF model in BioModels database